# Hyposerica inflata
Hyposerica inflata är en skalbaggsart som beskrevs av Leon Fairmaire 1898. Hyposerica inflata ingår i släktet Hyposerica och familjen Melolonthidae.
Artens utbredningsområde är Madagaskar. Inga underarter finns listade i Catalogue of Life.